# Piper nirjulianum
Piper nirjulianum är en pepparväxtart som beskrevs av Gajurel, Rethy & Y.Kumar. Piper nirjulianum ingår i släktet Piper och familjen pepparväxter. Inga underarter finns listade i Catalogue of Life.